# Brachythecium inconditum
Brachythecium inconditum är en bladmossart som beskrevs av Bescherelle 1880. Brachythecium inconditum ingår i släktet gräsmossor, och familjen Brachytheciaceae. Inga underarter finns listade i Catalogue of Life.